# Phyllochoreia
Phyllochoreia is een geslacht van rechtvleugeligen uit de familie Chorotypidae. De wetenschappelijke naam van dit geslacht is voor het eerst geldig gepubliceerd in 1839 door Westwood.

## Soorten
Het geslacht Phyllochoreia omvat de volgende soorten:
- Phyllochoreia equa Burr, 1899
- Phyllochoreia ramakrishnai Bolívar, 1914
- Phyllochoreia unicolor Westwood, 1839
- Phyllochoreia westwoodi Bolívar, 1930
- Phyllochoreia whiteheadi Kirby, 1910